# Daniel Matamala

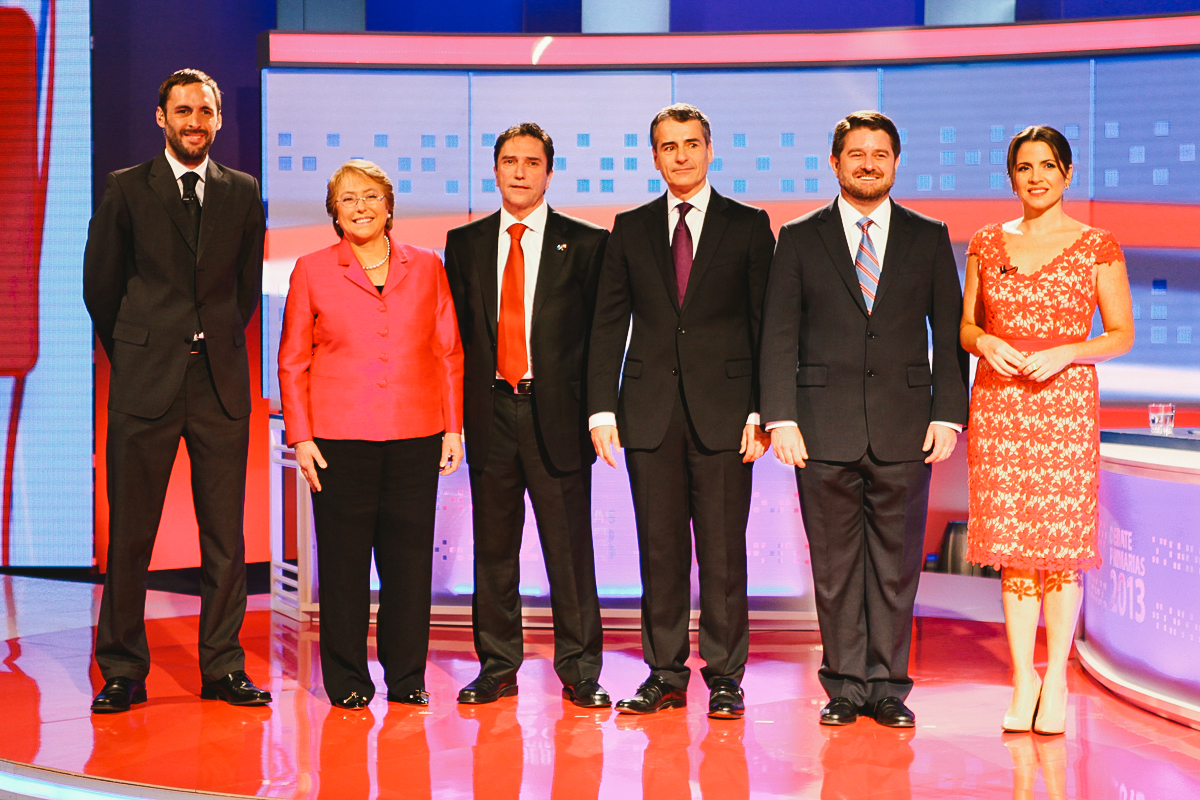
Matamala (a la izquierda) en el debate de las primarias presidenciales de la Nueva Mayoría de 2013.

Daniel Ignacio Matamala Thomsen (Valdivia, 24 de mayo de 1978) es un periodista y escritor chileno.
Entre 2000 y 2011 trabajó en Canal 13, donde se hizo conocido como lector de noticias y presentador de programas de política y actualidad. Actualmente es rostro ancla de Chilevisión, donde conduce el noticiero central Chilevisión noticias junto a Macarena Pizarro. Suele escribir columnas en el diario La Tercera.

## Familia y estudios
Nació en 1978, hijo de Roberto Ignacio Matamala Elorz y Rosmarie Thomsen Binder. Es sobrino del actor Carlos Matamala.
Luego de cumplir su educación primaria en el Instituto Alemán de las ciudades de Valdivia y Osorno, ingresó a estudiar periodismo en la Pontificia Universidad Católica de Chile. Entre 2011 y 2012 realizó un Master of Arts en la Universidad de Columbia.

## Vida personal
El 12 de febrero de 2011 contrajo matrimonio con la también periodista Pascale Fuentes. La pareja se separó a comienzos de 2012. En 2013 inició una relación con la actriz Blanca Lewin, con quien contrajo matrimonio en 2020 tras siete años de relación. Lewin y Matamala tuvieron un hijo en 2016, Eloy. A inicios de 2022 comenzó a surgir el rumor de que Matamala y Lewin habían puesto fin a su relación tras dos años de matrimonio, lo cual fue confirmado posteriormente.
En 2023 comenzó a surgir el rumor de un romance con la cantante Francisca Valenzuela, el cual finalmente sería real. En agosto de 2024, Valenzuela anunció que estaba embarazada de su primer hijo, acompañando el anuncio con fotografías de Matamala.

## Carrera profesional
Comenzó su carrera en Canal 13, donde llegó en el año 2000 para realizar su práctica profesional. Hasta 2004 fue reportero del Departamento de Prensa de la emisora, año en que asumió como editor de Política y Economía y encargado de programas como Hora de infidentes y Réplica.
Fue el copresentador del programa Efecto dominó, primero junto a Mauricio Hofmann (2007-2008) y posteriormente con Macarena Puigrredón (2009). Entre 2008 y 2011 presentó Telenoche, la edición nocturna del noticiero Teletrece, en reemplazo de Constanza Santa María. Desde 2009 también condujo el noticiero de Canal 13 Cable, Telenoche C y Chile debate, junto a Santa María. En marzo de 2011 dejó el noticiero nocturno del canal, y pasó a conducir el diurno Teletrece Tarde, junto a Carolina Urrejola, además de integrarse como panelista de actualidad en el matinal Bienvenidos.
El 29 de julio de 2011 dejó sus trabajos en Canal 13 y Sonar FM para radicarse por un año en Nueva York, Estados Unidos. El 20 de agosto de 2012 se incorporó a CNN Chile, donde junto a Mónica Rincón conducía CNN Prime, antes presentado por Ramón Ulloa. En ese canal también presentó los programas Primera Edición y Ciudadanos.
En mayo de 2017 comienza a participar como panelista del programa Tolerancia cero, trasmitido en conjunto por Chilevisión y CNN Chile. Ese mismo año participó de Aquí está Chile, emitido por ambos canales.
En radio condujo Meridiano 95.3 en Radio 95.3 FM, y Sonar informativo, en la radio Sonar FM, perteneciente a Canal 13. En febrero de 2018 se sumó por unos meses a Radio Infinita, donde condujo Quien lo diria, junto a Juan Manuel Astorga y Cony Stipicic.
También se desempeña como columnista en el diario La Tercera.
En octubre de 2019, y producto de la cobertura especial por el estallido social, asume la conducción de Chilevisión noticias Central junto con Macarena Pizarro.
En abril de 2022, y tras el fin de la alianza de CNN Chile y Chilevisión, es ratificado como rostro de este último canal, dejando sus funciones en CNN Chile, donde solo participará en el programa Tolerancia cero. Matamala participaría en el espacio hasta febrero de 2023, cuando anunció su salida.

## Programas
- Efecto Dominó (2007-2009)
- Telenoche (2008-2011)
- Telenoche C (2009-2011)
- Chile Debate (2009)
- Teletarde (2011)
- Bienvenidos (panelista) (2011)
- CNN Prime (2012-2019)
- Tolerancia cero (2017-2023)
- Aquí está Chile (2017)
- 360º (2018)
- Chilevisión noticias (2019-presente)

## Obras
- Goles y autogoles: La impropia relación entre el fútbol y el poder político, Editorial Planeta (2001, reeditado en 2015 por Viral Ediciones).
- 1962: El mito del mundial chileno, Ediciones B (2010).
- Tu cariño se me va: La batalla por los votantes del nuevo Chile, Ediciones B (2013).
- Power games: How sports help to elect Presidents, run campaigns and promote wars, Columbia Global Centers (2014).
- Poderoso caballero: El peso del dinero en la política chilena, Editorial Catalonia (2015).
- Los reyes desnudos, Editorial Catalonia (2018).
- La ciudad de la furia, Editorial Catalonia (2019).
- Distancia social, Editorial Catalonia (2021).
- El Hastío, Editorial Catalonia (2023).
- Cómo Destruir Una Democracia, Editorial Planeta (2025).

## Premios
- Premio APES al mejor entrevistador (2011).[11]
- Premio Periodismo de Excelencia por la Universidad Alberto Hurtado (2011).[11]
- Premio MAG por la mejor entrevista del año (2012).[11]
- Premio Maria Moors Cabot (2022).[16]